# Amerika (Heftromanserie)
Amerika (Eigenschreibweise: !Amerika! Untertitel: Die unglaublichen Abenteuer des deutschen Auswanderers Jacob Adler in der Neuen Welt) war eine Heftroman-Serie mit fortlaufender Handlung, die 1995 und 1996 im Bastei-Verlag erschien. Ab Juni 2018 erschien die Reihe wieder bei Bastei in 14-täglicher Erscheinungsweise. Neuer Untertitel ist Abenteuer in der neuen Welt. Der Verlag weist nicht auf eine Neuauflage hin. Das Titelbild des ersten Romanhefts der Neuauflage stammt wie bei der Erstauflage von Sebastià Boada. Das Design des Titels weicht nur wenig von der Erstauflage ab.
Die Romane erzählten die Geschichte und die Abenteuer des in den 1860er-Jahren aus dem verarmten Deutschland nach einer Anklage wegen Mordversuchs geflohenen Jacob Adler nach Amerika, die von Autor Jörg Kastner mit vielen „Western-Motiven und Abenteuer-Momenten“ erzählt wurde. Nach 22 Ausgaben wurde die Reihe wieder eingestellt; spätere Bemühungen des Autors (der u. a. auch für Jerry Cotton schrieb), die Story fortzusetzen, blieben erfolglos.